# Mila, Algeriet

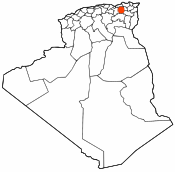
Milas läge i Algeriet.

Mila (arabiska ميلة) är en stad och kommun i nordöstra Algeriet och är administrativ huvudort för en provins med samma namn. Folkmängden i kommunen uppgick till 69 052 invånare vid folkräkningen 2008, varav 63 251 invånare bodde i centralorten.